# Patsy Rowlands
Patsy Rowlands (* 19. Januar 1931 in Palmers Green, London; † 22. Januar 2005 in London) war eine britische Schauspielerin.

## Leben
Im Alter von 15 Jahren gewann Rowlands ein Stipendium an der Londoner Schauspielschule Guildhall School of Music and Drama. Sie debütierte 1958 im Londoner West End. Es folgten mehrere Rollen am Players’ Theatre, bevor sie 1961 ihr Filmdebüt in der Komödie Over the Odds gab. In den 1970er-Jahren erlangte sie eine größere Bekanntheit durch ihre Rollen in den britischen Carry-On …-Komödien. Insgesamt spielte sie dort in neun Filmen mit. Neben ihren Filmrollen übernahm sie auch weiterhin Rollen in Londoner Theatern, so etwa in Die Möwe unter der Regie von Lindsay Anderson, und trat zuletzt in den Musicals Oliver! und My Fair Lady auf.
Rowlands starb am 22. Januar 2005 im Alter von 74 Jahren an Brustkrebs. Sie hinterließ ihren 1963 geborenen Sohn Alan.

## Filmografie (Auswahl)
- 1962: Nur ein Hauch Glückseligkeit (A Kind of Loving)
- 1963: Tom Jones – Zwischen Bett und Galgen (Tom Jones)
- 1969: Das total verrückte Irrenhaus (Carry On Again Doctor)
- 1970: Liebe, Liebe usw. (Carry On Loving)
- 1971: Heinrichs Bettgeschichten oder Wie der Knoblauch nach England kam (Carry On Henry)
- 1971: Ein Streik kommt selten allein (Carry On at Your Convenience)
- 1971–1976: Schütze dieses Haus (Bless This House; Fernsehserie, 21 Folgen)
- 1972: Alice im Wunderland (Alice’s Adventures in Wonderland)
- 1972: Die total verrückte Oberschwester (Carry On Matron)
- 1972: Schütze dieses Haus (Bless This House)
- 1972: Ein total verrückter Urlaub (Carry On Abroad)
- 1973: Mißwahl auf Englisch (Carry On Girls)
- 1974: Mach’ weiter, Dick! (Carry On Dick)
- 1975: Der total verrückte Mumienschreck (Carry On Behind)
- 1975: Carry On Laughing! (Fernsehserie, eine Folge)
- 1978: Das Super T-Shirt (Sammy's Super T-Shirt)
- 1980: Der kleine Lord (Little Lord Fauntleroy) (Fernsehfilm)
- 1981: Tess